# Las Pitahayitas
Las Pitahayitas är en ort i Mexiko.   Den ligger i kommunen Guasave och delstaten Sinaloa, i den västra delen av landet, 1 200 km nordväst om huvudstaden Mexico City. Las Pitahayitas ligger 11 meter över havet och antalet invånare är 335.
Terrängen runt Las Pitahayitas är mycket platt. Runt Las Pitahayitas är det ganska tätbefolkat, med 100 invånare per kvadratkilometer. Närmaste större samhälle är Guasave, 11,9 km norr om Las Pitahayitas. Trakten runt Las Pitahayitas består till största delen av jordbruksmark.